# Le Passé et le Présent (Rousseau)
Pour les articles homonymes, voir Le Passé et le Présent.
Le Passé et le Présent – ou Pensée philosophique – est un tableau réalisé par le peintre français Henri Rousseau en 1899. Cette huile sur toile est un double portrait représentant l'artiste et sa nouvelle femme Joséphine le jour de leur remariage, tandis que dans les nuages derrière eux apparaissent les deux visages de feus leurs précédents époux. Cette peinture est conservée à la fondation Barnes, à Philadelphie, aux États-Unis.